# 너와의 기적
〈너와의 기적〉(キミとのキセキ 키미토노키세키[*])은 일본의 남성 아이돌 그룹 Kis-My-Ft2의 8번째 싱글이다.

## 개요
초회 생산 한정반 A, 초회 생산 한정반 B, 통상반, 키스마이 SHOP반의 4형태로 발매된다.

## 수록곡

### 초회 생산 한정반 A
CD
1. キミとのキセキ / 너와의 기적
작사·작곡: 이치카와 요시야스, 마시코 타츠로, ha-j / 편곡: CHOKKAKU)
  - TBS 계열 드라마 《핀토코나》 주제가
2. タナゴコロ / 손바닥
작사·작곡: 에바타 효에 / 편곡: CMJK

DVD
1. キミとのキセキ (MUSIC VIDEO)
2. キミとのキセキ (MUSIC VIDEO Making Movie)

### 초회 생산 한정반 B
CD
1. キミとのキセキ / 너와의 기적
2. タナゴコロ / 손바닥

DVD
1. タナゴコロ (MUSIC VIDEO)
2. タナゴコロ (MUSIC VIDEO Making Movie)

### 통상반
CD
1. キミとのキセキ / 너와의 기적
2. タナゴコロ / 손바닥
3. Diamond Honey
작사: zopp / 작곡: Steven Lee, Goldfingerz, Drew Ryan Scott / 편곡: Steven Lee, Goldfingerz

초회 한정 봉입 특전
- 12P 포토북(전 3종 중 1종 랜덤)봉입

### 키스마이 SHOP반
CD
1. キミとのキセキ / 너와의 기적
2. タナゴコロ / 손바닥

특전
- 〈너와의 기적〉 오리지널 수건 (1장)
- 메시지가 들어간 아더 자켓 (7장 세트) (1개)